# Алберт Швайцер
 Тази статия е за германския общественик.  За наградата, наречена на негово име вижте Алберт Швайцер (награда).  
 Алберт Швайцер (на немски: Albert Schweitzer) е германски лекар, философ, теолог, органист, музиколог и общественик. Носител на Нобелова награда за мир за 1952 г.

## Биография
Роден е на 14 януари 1875 година в Кайзерсберг, Елзас, два месеца, след като тази територия преминава от Франция към Германия, в семейството на лутерански пастор. Скоро след раждането му семейството се премества да живее в Гюнсбах. Основното и средното си образование получава в Мюнстер и Мюлхаузен. През 1893 година постъпва в Страсбургския университет, където учи философия и теология, а също така пиано и контрапункт при Густав Якобстал. Швайцер учи също в университетите в Берлин и Париж. През 1899 г. защитава научната степен доктор по философия с дисертацията „Религиозната философия на Кант“ (на немски: Die Religions philosophic Kants), а през 1902 г. се хабилитира като доктор по теология.
На 30-годишна възраст Швайцер започва да учи медицина в Страсбургския университет. През 1913 г. защитава медицинска дисертация на тема „Психологическа оценка на личността на Иисус“. Същата година, заедно с жена си Елен Бреслау (медицинска сестра), заминава за Африка. Там, в селцето Ламбарене, днес в Габон, тогавашна Френска Eкваториална Африка, със собствени средства създава болница.
Като немски поданик, по време на Първата световна война, е изпратен във френски лагер. След края на войната, при преминаването на Елзас към Франция, приема френско поданство. След няколкогодишен престой в Европа, където изнася концерти с цел набиране на средства за възстановяването на напълно разрушената през войната болница в Ламбарене, през 1924 г. той се завръща там заедно с екип от няколко лекари и медицински сестри, които работят в болницата безвъзмездно. Новата болница е възстановена през 1927 г. и Швайцер се завръща в Европа, където развива музикална и лекторска дейност.
Втората световна война заварва Швайцер в Ламбарене. Едва през 1948 г. той успява да се върне в Европа, на следващата година посещава САЩ по покана на Чикагския университет. През 1957 г. Швайцер публикува знаменитото си „Обръщение към човечеството“, в което призовава за прекратяване на експериментите с ядрено оръжие. Две години по-късно Швайцер окончателно се заселва в Ламбарене, където живее и работи до края на живота си.
Швайцер е носител на две авторитетни награди. През 1928 г. му е присъдена Франкфуртската премия на името на Гьоте, а през 1952 г. става лауреат на Нобеловата награда за мир. Със средствата от първата строи в Грюнсбах почивен дом за персонала на болницата в Ламбарене. Паричния еквивалент на Нобеловата награда влага в построяването на пансион за прокажени в Ламбарене.

## Научна дейност и творчество

### Музикална дейност
Още в ранна възраст Алберт Швайцер започва да учи орган и в началото на 20 век вече е известен като органист. По време на пребиваванията си в Европа развива богата концертна дейност.
Изключително силен е интересът му към творчеството на Йохан Себастиан Бах. През 1904 г. основава „Бахово общество“ в Париж, същата година публикува фундаменталния труд „Йохан Себастиан Бах Архив на оригинала от 2011-08-11 в Wayback Machine.“, значително разширен при следващото издание от 1908 г. За него Швайцер получава докторска степен по музика. Заедно с учителя си Шарл-Мари Видор публикува пълното издание на органовите творби на този композитор.
Швайцер е експерт и по конструкцията на органа. През 1906 г. публикува монография на тази тема, която позволява на множество старинни инструменти да бъдат предпазени от неоправдана модернизация.

### Теология
През 1902 г. е назначен за професор в богословския колеж „Св. Тома“ в Страсбург, а година по-късно става негов директор. В основното си теологично съчинение „От Раймарус до Вреде“ (Von Reimarus zu Wrede), посветено на христологията, Швайцер едновременно се противопоставя както на опитите да бъде „модернизирано“ разбирането на личността на Иисус Христос, така и да бъде оспорена неговата историчност. Като цяло приема есхатологичния характер на земния живот и проповед на Спасителя, но в същото време вижда в тях средство за осъществяване на Царството Божие на земята.

### Философия
Философията на Швайцер е близка до т. нар. „философия на живота“. В центъра ѝ стои самият факт на живота. В етически план е изведен принципът за благоговение към живота сам по себе си (Ehrfurcht vor dem Leben). Швайцер възразява срещу Декартовото „Мисля, следователно съществувам“, противопоставяйки своята концепция: „Аз съм живот, който иска да живее сред животи“. Основните си възгледи излага в книгите: „Философия на културата I: Упадък и възраждане на цивилизацията“ (Kulturphilosophie I: Verfall und Wiederaufbau der Kultur) и „Философия на културата II: Култура и етика“ (Kulturphilosophie II: Kultur und Ethik), публикувани през 1923 г.

## Други
- Във Ваймар и Гюнсбах има паметници на Швайцер. В Кайзерсберг съществува негов мемориален музей.

- Болницата в Ламбарене, която съществува и днес, се състои от повече от 70 постройки и е оформена като типично африканско селище. При установяването на порядките Швайцер се съобразява с бита и традициите на местното население. В района свободно се движат домашни животни, на роднините на пациентите е разрешено да се грижат за тях по време на лечението.

- В голям период от живота си, вероятно без последните 10 години, е бил вегетарианец („Знаменити вегетарианци“, Рин Бери).
- Племенник на Алберт Швайцер е Пиер-Пол Швайцер, френски финансист и управляващ директор на Международния валутен фонд.